# Majestic Percussie
Majestic Holland BV is een Nederlandse fabrikant van percussie-instrumenten die wereldwijd actief is. Het bedrijf werd opgericht in 1921 door Willem Klazes van der Glas. Destijds maakte het bedrijf nog geen percussie maar voornamelijk piano's en orgels en droeg het de naam Van der Glas BV. Majestic beweert de oudste bouwer van pauken te zijn in Nederland.

## Percussie
In de jaren 60 begon het bedrijf met het bouwen van slagwerkinstrumenten onder de naam Majestic. Deze werden vooral erg veel gebruikt bij orkesten en fanfares. 
Tegenwoordig maakt het bedrijf de volgende instrumenten:
- Bass drum
- Bekkens (onder de naam Majic) [2]
- Melodische instrumenten zoals: Marimba, Vibrafoonen Xylofoon
- Pauken
- Snaredrum